# クロウ・グローバル
クロウ・グローバル（Crowe Global）は、アメリカ合衆国のニューヨークを本部とする世界第9位の会計事務所である。

## 沿革
ハンガリー出身のホーワス兄弟（エドムント・ホーワス及びアーンスト・ホーワス）が1915年に設立したホーワス・アンド・ホーワス（Horwath & Horwath）を前身とする。ホテルを主とするサービス業界でのコンサルティング業務に特化し、現在その分野はHorwath HTL（Hotel, Tourism and Leisure）に継承されている。1960年にはホーワス・アンド・ホーワス・インターナショナルとして会計・コンサルティング業務の国際組織展開を開始。
もう一つの前身は、1942年にアメリカのサウスベンドでフレッド・P・クロウ・シニアとクリータス・F・チゼックによって設立されたクロウ・チゼック（Crowe Chizek）である。クロウはセントジョセフ郡の監査人として公会計の経験を数年間積んでいた。チゼックはノートルダム大学会計学科長で、彼もまた公会計の業務でアルバイトをしていた。1952年にクロウが亡くなると、チゼックは事務所をクロウ・チゼック＆カンパニー（Crowe Chizek ＆ Co.）として再編し、1962年に6人の創立社員を組織した。以降は税務サービスグループの開設や拠点の新規開設・合併等により拡大し、1989年時点で7拠点・職員数427人・年商3,560万ドルの規模となった。1991年にクロウ・チゼックはホーワスのメンバーファームに加盟した。1995年には業務収入で国内10位以内となり、現在もグローバルファーム内では最大の規模となっている。
提携強化のため、クロウ・チゼックは2008年にクロウ・ホーワス（Crowe Horwath LLP）へ改称。翌2009年にはグローバルファームの名称もクロウ・ホーワス・インターナショナルに変更された。更に2018年5月にはクロウ・グローバルへ改称され、ホーワスの名称が消えることとなった。
2015年時点で209組織がグローバルファームに加盟する。130か国以上に752拠点を有し、33,000人以上の職員が属する。

## 業務
2015年における収益割合を付記。
- 会計・監査業務（Accounting & Audit） - 45%
- アドバイザリー業務（Advisory） - 31%
- 税務業務（Tax） - 24%

## 日本における活動
日本においては準大手の東陽監査法人（Crowe Toyo & Co.）がメンバーファームとして加盟し監査業務を提供している。
かつてホーワスインターナショナルであった時代において、東陽監査法人は2003年（平成15年）3月よりメンバーファームへ加盟していたが、その後提携を解消。2011年（平成23年）1月4日より東陽はBDOインターナショナルに加盟した。入れ替わる形で同月に準大手の優成監査法人（YUSEI Audit & Co.）がメンバーファームへ加入し、傘下の優成アドバイザリー株式会社及びクロウ・ホーワス・グローバルリスクコンサルティング株式会社とともに優成グループを形成した。
優成監査法人は2018年（平成30年）7月に太陽有限責任監査法人（グラントソントン・インターナショナルと提携）へ吸収合併され、日本での提携先が消滅してしまうことになったが、同時に東陽監査法人がBDOとの提携を2018年（平成30年）6月いっぱいで解消し、再びクロウと提携することとなった。
また2012年（平成24年）5月10日にはアーク監査法人がメンバーファームに加わったが、こちらは2015年（平成27年）1月7日に提携を解消。翌月に提携先をクレストン・インターナショナルへ移している。
2018年（平成30年）7月からは、東陽監査法人、税理士法人渡邊芳樹事務所、株式会社キャピタル・ストラテジー・コンサルティング、株式会社Crowe ProC.Aのグループ各法人の総称をCrowe Japanと称している。
また、コンサルティング業務を提供する日本のメンバーファームとして1988年（昭和63年）設立の株式会社さくら綜合事務所（Sakura Horwath & Co.）がある。こちらは1998年（平成10年）6月にホーワスへ加盟しており監査法人よりも古参である。